# معركة ثاسوس
معركة ثاسوس هي معركة دارت رحاها في أكتوبر من عام 829 بين أساطيل الإمبراطورية البيزنطية والدولة الإسلامية المتأسسة حديثًا في إمارة كريت. حيث حقق فيها مسلموا إمارة كريت انتصارًا كبيرًا. ويذكر في ثيوفانس كونتينواتس [الإنجليزية] -وهي مجموعة من المخطوطات القديمة- أن معظم أسطول البحرية الرومانية كان قد فقد في المعركة. ولقد مهد هذا الانتصار الطريق أمام جيش المسلمين لفتح جزر بحر إيجة واستطاع المسلمون أن يبسطوا سيطرتهم على العديد من الجزر الأخرى في حوض البحر الأبيض المتوسط مثل جزر كيكلادس.